# Du lịch Bình Thuận
Bình Thuận là một trong những trung tâm du lịch của Việt Nam hiện nay. Nếu so với các trung tâm du lịch lớn khác của Việt Nam như: Hạ Long, Huế, Nha Trang, Đà Lạt, Vũng Tàu… thì Phan Thiết-Bình Thuận còn khá non trẻ. Khi mới hình thành, du lịch chỉ được coi là một "mảng" hoạt động dịch vụ trong cơ cấu kinh tế, kể từ năm 2000 trở đi, du lịch trở thành ngành kinh tế mũi nhọn của Bình Thuận.

## Tiền đề
Ngày nay, người dân, chính quyền và các cơ sở kinh doanh du lịch tại địa phương đều công nhận rằng, tiềm năng du lịch của Bình Thuận chỉ thực sự được "đánh thức" bởi sự kiện nhật thực toàn phần xảy ra vào ngày 25 tháng 10 năm 1995, khi ấy, núi Tà Dôn (Hàm Thuận Bắc) và Mũi Né (Phan Thiết) là những khu vực quan sát hiện tượng này rõ nhất khiến cho hàng vạn du khách, nhà khoa học tìm đến quan sát, nghiên cứu. 
Trước thời điểm đó, trên tuyến giao thông Bắc-Nam, ít ai nghĩ rằng sẽ dừng chân ở Bình Thuận để du lịch mà chỉ để mua vài lít nước mắm làm quà cho điểm cuối hành trình. Nhật thực qua đi, vẻ đẹp của vùng biển Mũi Né dần được phát hiện và khai thác. Ngay sau đó, hàng loạt chính sách "trải thảm đỏ" của Bình Thuận kêu gọi đầu tư vào ngành du lịch được thực hiện. Thực tế, du lịch Bình Thuận chỉ phát triển mạnh mẽ kể từ năm 2000 trở đi, bởi lẽ trước đó (từ 1995 đến 2000) cơ sở hạ tầng phục vụ du lịch của Bình Thuận hầu như chẳng có gì đáng kể, ngoại trừ một vài khách sạn và resort nhỏ mới hoạt động tại khu vực Mũi Né (resort đầu tiên có mặt ở Bình Thuận cũng như cả nước là Coco Beach Resort).

## Hiện trạng
Bình Thuận có vị trí địa lý thuận lợi, nằm giữa các trung tâm du lịch lớn ở phía Nam như: TP.Hồ Chí Minh, Vũng Tàu, Đà Lạt, Nha Trang. Toàn tỉnh có 192 km bờ biển trải dài từ Cà Ná (giáp ranh Ninh Thuận) đến Bình Châu (giáp ranh Bà Rịa-Vũng Tàu). Vịnh Phan Thiết tương đối nông, nhiều gió nên phù hợp với các loại hình thể thao biển mà người châu Âu ưa thích. Lợi thế không chỉ ở biển mà còn ở sự tồn tại phong phú về danh lam thắng cảnh, di tích kiến trúc-lịch sử và hệ thống văn hóa lễ hội cả dân gian lẫn hiện đại.
Mặc dù được nhận định là tỉnh có vùng biển đẹp, khá hoang sơ và quyến rũ nhưng đa số du khách lựa chọn đến Bình Thuận chủ yếu là để nghỉ ngơi và tắm biển vì Bình Thuận chưa có nhiều sản phẩm hỗ trợ du lịch khác như vui chơi-giải trí, chữa bệnh, mua sắm... Thời gian lưu trú của du khách tương đối ngắn. Hiện nay, Bình Thuận có 125 cơ sở lưu trú phục vụ du lịch được xếp hạng "sao" với 4.440 phòng, riêng tại khu vực Phan Thiết-Mũi Né chiếm hơn 95% với 6 resort 4 sao, 9 resort 3 sao và 25 resort 2 sao.
Tuy nhiên, sự mọc lên như nấm của các resort đã làm yếu tố thân thiện với môi trường đang bị giảm sút. Đặc biệt, các dự án đầu tư du lịch quy mô nhỏ, lẻ đã xẻ nát quỹ đất. Trước năm 2000, khi phần lớn du khách đánh giá rằng, khu vực Mũi Né mang "vẻ đẹp hoang sơ" thì ngày nay nó dần dần bị lấp đầy bởi các resort và khách sạn. Thành phố Phan Thiết sẽ được coi là đô thị du lịch trong tương lai nhưng còn thiếu nhiều mảng cây xanh khiến nó chưa thoát khỏi lối suy nghĩ xưa nay của nhiều người là "miền nắng, gió và cát". Lối nhận thức về văn hóa du lịch của cư dân vùng biển còn hạn chế, một số hành vi công cộng chưa tạo thiện cảm đối với du khách.

### Danh lam thắng cảnh
Ngoài Mũi Né-Hòn Rơm, Đồi Dương-Thương Chánh là những bãi tắm đã được nhiều người biết đến, đồi cát, Suối Tiên, Bàu Trắng, chùa núi Tà Cú là nơi thu hút du khách, bởi lẽ mỗi địa danh này đều có nét độc đáo riêng. Bình Thuận hiện còn có những thắng cảnh khác trong đất liền (hồ Biển Lạc, suối Đá, suối nước nóng Vĩnh Hảo…) nhưng chưa có chiến lược quảng bá nhiều đến với du khách.

### Lễ hội văn hóa
Cộng đồng các dân tộc ở Bình Thuận đang sở hữu một khối lượng di sản văn hóa to lớn, nhất là lễ hội truyền thống. Những lễ hội truyền thống của các dân tộc thiểu số luôn tạo sự thu hút đặc biệt. Người Chăm có lễ hội Katê, người Hoa có lễ hội nghinh Ông, gần đây, ngoài những lễ hội văn hóa chung của dân tộc, người Việt còn có thêm lễ hội Dinh Thầy Thím. Trước đây, các lễ hội đó chỉ được tổ chức trong lòng cộng đồng mỗi dân tộc. Ngày nay, với mục đích lưu truyền, phát huy và nhất là tạo thêm thế mạnh cho ngành du lịch, chính quyền Bình Thuận bảo trợ để phục dựng, tổ chức các lễ hội đó theo chuỗi lễ hội, tức là sẽ có nhiều lễ hội được tổ chức gần thời điểm. Các lễ hội mang tính hiện đại được tổ chức hằng năm là Đua thuyền mừng xuân (mùng hai tết Nguyên Đán), Rước đèn đường phố (tết trung thu). Gần đây, Lễ hội du lịch tầm vóc mang tên "Hội Tụ Xanh" (Home by the Sea) được tổ chức vào ngày 25 tháng 10 năm 2005 để kỷ niệm 10 năm du lịch Bình Thuận và dự định sẽ tiếp tục tổ chức định kỳ. Tuy nhiên, Bình Thuận chủ trương tổ chức không theo kiểu "Festival Huế" như các địa phương khác.

### Công trình kiến trúc-nghệ thuật và di tích lịch sử

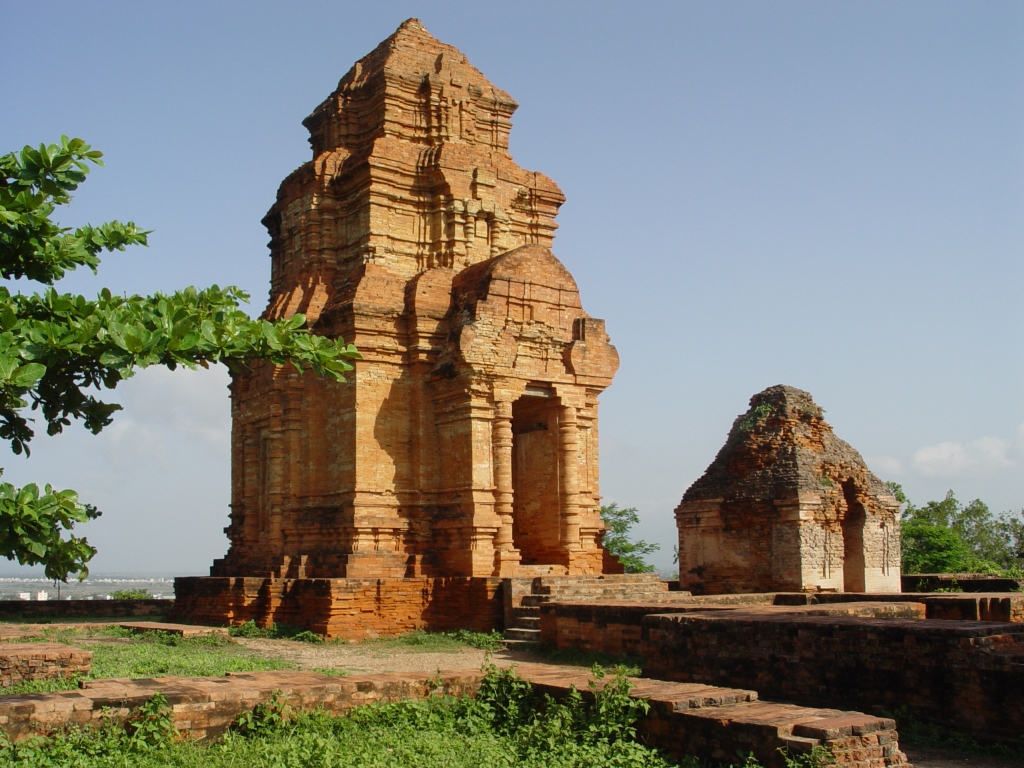
Tháp Chăm Pôshanư

Hiện nay, công trình kiến trúc được coi là biểu tượng của tỉnh Bình Thuận và thành phố Phan Thiết là tháp nước Phan Thiết. Tháp này nằm tại trung tâm thành phố Phan Thiết bên bờ bắc sông Cà Ty. Có thể thấy hình ảnh tháp này trên biểu trưng chính thức của tỉnh Bình Thuận, các ấn phẩm sách báo, biểu trưng của một số doanh nghiệp Bình Thuận (đặc biệt là các cơ sở sản xuất nước mắm). Bên cạnh đó, các nhóm tháp Chăm (Pô Dam, Pôshanư) là những công trình kiến trúc tiêu biểu ở Bình Thuận- vùng đất cực nam của vương quốc Chăm Pa. Bình Thuận hiện còn các đình làng mang đậm nét văn hóa Việt như đình Đức Thắng, Đức Nghĩa, Xuân An, Xuân Hội... Ngoài ra, những công trình khác đáng quan tâm là Vạn Thủy Tú, hải đăng Khe Gà, tượng phật nằm trên núi Tà Cú, trường Dục Thanh…

### Ẩm thực
Nguồn tài nguyên biển dồi dào đã cung cấp nhiều sản vật để chế biến ra nhiều loại thức ăn phong phú. Hai loại đặc sản của Bình Thuận từ lâu đã có tiếng trên thị trường trong nước và xuất khẩu là nước mắm Phan Thiết và trái thanh long. Vài năm gần đây, người ta biết nhiều đến một món ăn với cái tên lạ xuất phát từ Bình Thuận, đó là "mực một nắng". Ngoài ra, các món ăn thú vị khác được phân bổ theo từng vùng trong tỉnh như: bánh xèo, bánh căn ở đường Tuyên Quang (Phan Thiết), bánh hỏi, bánh tráng ở trị trấn Phú Long (Hàm Thuận Bắc), cháo hàu, hải sản tươi ở khu vực Hàm Tiến-Mũi Né, bánh cốm, bánh rế (Bắc Bình) … Ở hầu hết các resort lớn, các món ăn của nhiều nước trên thế giới như Nga, Pháp, Ý, Nhật Bản, Trung Quốc, Hàn Quốc, Ấn Độ… được các đầu bếp bản địa trực tiếp thực hiện để phục vụ du khách.

## Chiến lược phát triển

### Đa dạng hóa
Mặc dù có tiềm năng và lợi thế nhưng chưa có sự đa dạng các loại hình du lịch khiến du khách chỉ đến Bình Thuận tắm biển, thưởng thức hải sản mà thôi. Bình Thuận đang khuyến khích đầu tư xây dựng các khu du lịch phục vụ nghỉ ngơi, chữa bệnh, tổ chức hội nghị, sự kiện; các khu vui chơi giải trí, hoạt động thể thao biển với quy mô lớn và các sản phẩm khác đáp ứng nhu cầu giải trí cho du khách như sân golf, rạp chiếu phim, nhà hát, vũ trường, casino…

### Hợp tác
Bên cạnh khu vực Phan Thiết-Mũi Né, hiện nay, Bình Thuận đang muốn tận dụng hết 192 km bờ biển của mình bằng cách kêu gọi đầu tư phát triển thêm các khách sạn, resort ở các huyện, thị khác như Hàm Thuận Nam, La Gi, Tuy Phong, xa hơn nữa là cả huyện đảo Phú Quý. Bình Thuận cũng đang tăng cường hợp tác về du lịch với các tỉnh, thành lân cận để cùng xây dựng các tour, điểm đến với những thế mạnh đặc thù của từng địa phương nhằm thu hút du khách. Bình Thuận, TP.Hồ Chí Minh và Lâm Đồng vừa ký kết xây dựng "tam giác du lịch TP.Hồ Chí Minh-Phan Thiết-Đà Lạt", được kỳ vọng là sẽ trở thành tam giác động lực quan trọng trong chiến lược phát triển du lịch tại khu vực Nam Trung Bộ, Tây Nguyên và đồng bằng Sông Cửu Long. Đẩy mạnh công tác tuyên truyền nhận thức văn hóa du lịch cho những cư dân vùng biển, khuyến khích họ hợp tác với các đơn vị kinh doanh du lịch. Để gây sự chú ý của du khách, Bình Thuận đã chọn ra một số kỷ lục gởi đến Hội đồng tư vấn bộ sách Những kỷ lục Việt Nam, 9 kỷ lục vừa được công nhận là:
1. Địa phương có resort, khách sạn nằm dọc biển nhiều nhất Việt Nam
2. Địa phương có diện tích trồng thanh long nhiều nhất Việt Nam
3. Phan Thiết: địa phương có thương hiệu sản xuất nước mắm đầu tiên tại Việt Nam
4. Chùa Phật Quang (Phan Thiết): ngôi chùa có mõ gia trì bằng gỗ lớn nhất Việt Nam
5. Lễ hội Nghinh Ông Quan Thánh Đế Quân lớn nhất Việt Nam
6. Đồi cát Mũi Né: đồi cát thay đổi hình dạng tự nhiên nhiều nhất Việt Nam
7. Bãi đá Cổ Thạch (Tuy Phong): có hình dạng màu sắc nhiều nhất Việt Nam
8. Vĩnh Hảo: doanh nghiệp đầu tiên nuôi trồng tảo quý Spirulina ở Việt Nam
9. Rồng Thanh Long: con rồng (dùng để múa lân-sư-rồng) dài nhất Việt Nam

### Phát triển bền vững
Xác định là ngành kinh tế mũi nhọn, Bình Thuận đang chú trọng cải thiện cơ sở hạ tầng du lịch để phát triển cách bền vững: nâng cấp các tuyến đường bộ nối tất cả các điểm du lịch và xây dựng các trạm dịch vụ phục vụ du khách, kêu gọi đầu tư các tuyến xe buýt, xây dựng nhà ga Phan Thiết mới theo tiêu chuẩn đón khách du lịch để tổ chức các tour du lịch đến Bình Thuận bằng tàu lửa, xây dựng cầu tàu phục vụ du khách khám phá biển...